# Займище (Сновский район)
Займище (укр. Займище) — село в Сновском районе Черниговской области Украины. Население — 502 человека. Занимает площадь 27,624 км².
Код КОАТУУ: 7425882101. Почтовый индекс: 15209. Телефонный код: +380 4654.

## Власть
Орган местного самоуправления — Займищенский сельский совет. Почтовый адрес: 15200, Черниговская обл., Сновский р-н, с. Займище, ул. Щорса, 94.